# Trochalus alternans
Trochalus alternans är en skalbaggsart som beskrevs av Frey 1960. Trochalus alternans ingår i släktet Trochalus och familjen Melolonthidae. Inga underarter finns listade i Catalogue of Life.